# Quan hệ Hoa Kỳ – Tòa Thánh
Quan hệ Hoa Kỳ – Tòa Thánh (còn gọi là Quan hệ Mỹ – Vatican) là quan hệ song phương giữa Hoa Kỳ và Tòa Thánh Vatican. Quan hệ ngoại giao cấp đại sứ được thiết lập chính thức từ năm 1984. Hoa Kỳ có tòa đại sứ của mình đặt tại khu vực Villa Domiziana ở Roma (Ý) do đại sứ Ken Hackett làm trưởng đoàn, còn Tòa Thánh có tòa sứ thần tọa lạc tại thủ đô Washington D.C. do Sứ thần là Tổng giám mục Carlo Maria Viganò làm trưởng đoàn.